# Tranquillity (Kalifornija)
Tranquillity je naseljeno područje za statističke svrhe u američkoj saveznoj državi Kalifornija. Prema popisu stanovništva iz 2010. u njemu je živjelo 799 stanovnika.